# کک‌های جنجال‌آفرین
کک‌های جنجال‌آفرین (انگلیسی: Thundering Fleas) یک فیلم صامت کوتاه آمریکایی از گروه کمدی دارودسته ما است که در سال ۱۹۲۶ منتشر شد.

## بازیگران
- جو کاب
- جکی کاندون
- میکی دنیلز
- جانی دونز
- آلن هاسکینز
- مری کرنمن
- لاسی لو اهرن
- سمی بروکس
- چارلی چیس
- جیمز فینلیسون
- چارلی هال
- اولیور هاردی
- سام لافکین
- مارتا اسلیپر
- لایل تیو
- جرج بی. فرنچ
- میلدرید کورنمن
- جی آر. اسمیت
- آلن کاون
- جری مندی